# 1590-1599
De jaren 1590-1599 (van de christelijke jaartelling) zijn een decennium in de 16e eeuw.

## Meerjarige gebeurtenissen

### Lage landen

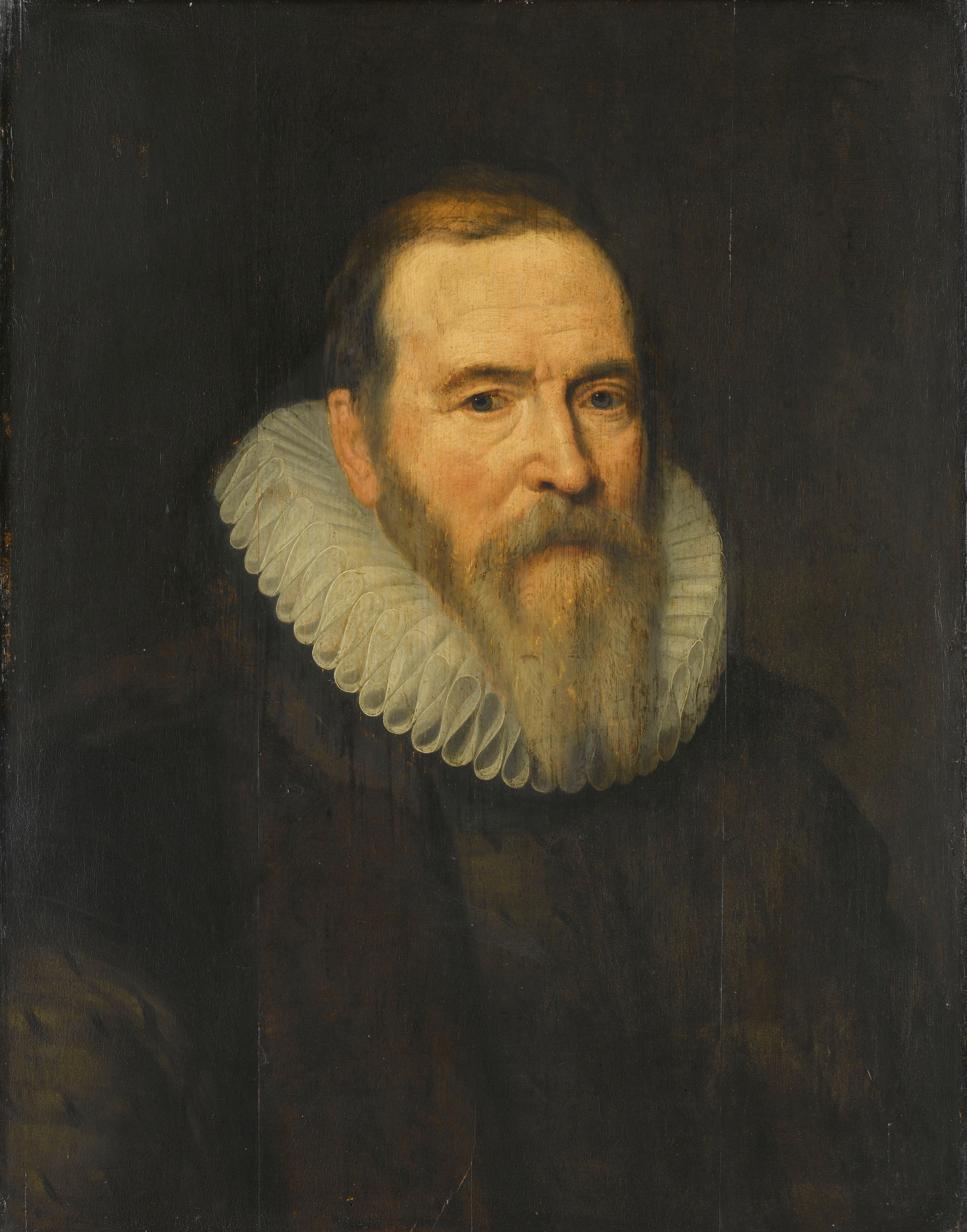
Johan van Oldenbarnevelt

- Het tweehoofdig leiderschap van de staatsman Johan van Oldenbarnevelt en de militair Maurits van Nassau, de latere prins van Oranje is zeer succesvol. De steden Zutphen, Deventer en Nijmegen worden op de Spanjaarden veroverd.
- 1593 : Beleg van Geertruidenberg. De vesting Bourtange wordt in dit jaar een grensverdediging van de drie noordelijke provincies Groningen, Friesland en Drenthe.
- 1594 : Reductie van Groningen. Groningen wordt veroverd en sluit zich aan bij de Republiek. Stad en Ommelanden worden tegen de zin van de laatsten verbonden.
- 1596 : Albrecht van Oostenrijk wordt landvoogd van de Spaanse Nederlanden. In 1598 huwt hij met Isabella van Spanje, dochter van koning Filips II van Spanje.
- Kort na de dood van Dirck Volkertsz. Coornhert in 1590 worden in verschillende steden tucht- en werkhuizen ingericht, zoals in Amsterdam het rasphuis voor mannen in 1596 en het Spinhuis voor vrouwen in 1597.
- 1597 : Maurits verovert het oosten van Nederland.
- De Vlaming Ogier van Busbeke introduceert oosterse planten en bloemen in de Lage Landen zoals de 
hyacint,de sering, de witte paardenkastanje, de tulp en de lelie.
- 1595-98 : Bij de uitlegging van Middelburg wordt er een nieuwe Koepoort gebouwd aan de noordoostzijde van het Molenwater.

### Hugenotenoorlogen
- 1590 : Beleg van Parijs. Hendrik IV van Frankrijk slaagt er niet in de hoofdstad te heroveren.
- In 1590 doden de inwoners van de Bretonse stad Saint-Malo de gouverneur van koning Hendrik IV van Frankrijk en verklaren zich onafhankelijk. De République Malouine heeft een verkozen senaat en onderhandelt, als een Middeleeuwse Zeerepubliek, met zeemachten zoals Portugal. Na vier jaar wordt Saint-Malo terug aangehecht bij Frankrijk.
- 1593 : De protestant Hendrik IV moet zich bekeren tot de Rooms-Katholieke Kerk voordat hij zijn intocht kan houden in Parijs. Maar Parijs is hem wel een mis waard.
- 1595 : Hendrik IV verklaart de oorlog aan Spanje.
- 1597 : Beleg van Amiens. De Spanjaarden verliezen Picardië.
- 1598 : Edict van Nantes. Hendrik IV belooft aan de hugenoten godsdienstvrijheid, er komt een einde aan de Hugenotenoorlogen.
- 1598 : Vrede van Vervins. De Spaanse troepen verlaten het Frans grondgebied.
- 1599 : Met toestemming van Paus Clemens VIII scheidt Hendrik IV van Margaretha van Valois.

### Spaans-Engelse Oorlog
- 1591 : Slag bij Flores. De Spaans-Engelse Oorlog wordt nu uitgevochten in volle zee. Ter hoogte van de Azoren verslaat de Spaanse vloot, Engelse kapers.
- 1592 : Verovering van de Madre de Deus, het hoofdschip van de Spaanse zilvervloot, door Engelse kapers.
- 1594 : De Spanjaarden steunen de Ierse opstand.
- 1595 : Slag bij San Juan. De Engelse vloot wordt ter hoogte van Puerto Rico door de Spanjaarden verslagen. De admiralen John Hawkins en Francis Drake komen om.
- 1596 : Plundering van Cadiz. De belangrijkste havenstad van Spanje wordt door een gezamenlijke Engelse en Nederlandse vloot gebrandschat.

### Scandinavië
- 1592 : Koning Johan III van Zweden sterft, zijn katholieke zoon Sigismund, die koning van Polen is, volgt hem op.
- 1593 : Uppsala synode. Sigismund belooft in Zweden de Lutherse staatskerk te zullen bewaren, en benoemt zijn protestantse oom Karel tot onderkoning.
- 1595-1597 : Stokkenoorlog. Hertog Klaus Fleming van Österland accepteert het regentschap van Karel niet. Klaus overleeft de oorlog niet.
- 1598-1599 : Zweedse Burgeroorlog. Sigismund wordt afgezet, Karel wordt Karel IX van Zweden.

### Heilig Roomse Rijk
- 1593 : Slag bij Sisak is het begin van de Vijftienjarige Oorlog, een strijd tussen Habsburgers en Ottomanen.
- 1594 : Paus Clemens VIII verzamelt een Heilige Liga.
- 1595 : Slag bij Giurgiu. Michaël de Dappere verslaat de Ottomanen.
- 1596 : Slag bij Keresztes. Yusuf Sinan Pasha verslaat het christelijk leger.

### scheepvaart en handel
- De Buyshaven van Enkhuizen wordt gegraven tussen 1590 en 1593, tijdens de grote stadsuitbreiding aldaar. De naam is een verwijzing naar de haringbuizen,

de schepen waarmee op de Noordzee naar haring wordt gevist. De haringvangst is een belangrijke pijler van de economie van Enkhuizen in deze tijd.
- In 1592 krijgt Jacob Florisz van Langren van de Staten-Generaal een monopolie voor de verkoop van globes. De cartograaf Jodocus Hondius verzet zich tegen dit alleenrecht. Met succes, want eind zestiende eeuw is er sprake van felle concurrentie bij de fabricage van globes in Amsterdam, tussen de Van Langrens, Hondius, Willem Blaeu en de Engelsman Emery Molyneux.
- 1594 : Willem Barentsz wordt op expeditie gestuurd om de Noordoostelijke Doorvaart te vinden naar de Oost. In 1595   strandt zijn derde expeditie op Nova Zembla, waar de expeditieleden overwinteren in Het behouden huis. Na deze mislukking worden er geen nieuwe pogingen meer gedaan.
- Cornelis de Houtman wordt in 1592 samen met zijn broer Frederik naar Lissabon gestuurd om nieuwe handelsmogelijkheden voor peper te onderzoeken. De broers worden wegens bedrijfsspionage gevangengezet, maar door Hollandse kooplieden vrijgekocht. In 1595 vertrekken ze met de Eerste Schipvaart naar Indië, georganiseerd door de Compagnie van Verre uit Amsterdam. Hoofddoel is de inkoop van specerijen in de plaats Bantam op Java. Nog zeven volgende "schipvaarten" vinden dit decennium plaats.
- Ontwikkeling in Hoorn van het fluitschip, dat uitermate geschikt is voor het vervoer van bulkgoed: graan en hout uit de Oostzeehavens.
- 1596 : De kleine kolonie Pomeroon, de eerste Nederlandse (Zeeuwse) nederzetting in Amerika, wordt verwoest door Spanjaarden en Indianen. De Zeeuwen trekken daarop onder leiding van Joost van der Hooge naar een eiland in de rivier de Essequebo om zich op deze strategischer gelegen plek opnieuw te vestigen om er ruilhandel te drijven met de lokale bevolking.

### Azië
- Verdere hereniging van Japan. Shikoku wordt geannexeerd in 1585, Kyushu in 1587 en de Kanto in 1590. Hiermee is de hereniging van Japan een feit, en is het Sengoku jidai tijdperk ten einde.
- In 1592 begint het Japanse plan voor annexatie van Korea met de Slag om Bunroku. Binnen een maand lopen Hideyoshi's generaals bijna geheel Korea onder de voet. De Koreanen, onder leiding van Yi Sun-sin en met hulp van Ming China, verdrijven de Japanners in december 1592. In 1596 lanceert Hideyoshi opnieuw een invasie van Korea. Bij de Slag bij Keicho is de gezamenlijke verdediging van Korea en China goed voorbereid. De slag resulteert in een patstelling. In 1598 sterft Hideyoshi, hij laat een machtsvacuüm achter.

### Godsdienst
- De Italiaanse priester en filosoof Giordano Bruno wordt in 1592 te Venetië gearresteerd en het volgend jaar uitgeleverd aan Rome. Daar staat hij terecht voor de Inquisitie wegens zijn afwijkende opvattingen, die hij weigert te herroepen. In februari 1600 wordt hij verbrand.
- In Sozzini's hoofdwerk De Jesu Christo Servatore (gedrukt in Polen, 1594), betoogt hij dat Christus niet door zijn kruisdood, maar door zijn zedelijk voorbeeld tot verlosser is geworden. Zijn leer is tevens gematigd antitrinitarisch. Zoals alle antitrinitaristische stromingen accepteert het socinianisme de leer van de Heilige Drie-eenheid niet. Daarnaast wijst het socinianisme de leer van de incarnatie af.
- Het socinianisme wordt in 1598, dus tijdens de Tachtigjarige Oorlog, in de Nederlanden geïntroduceerd dankzij twee Polen, Ostorodt en Woidovski. Zij bezoeken onder andere Amsterdam en Leiden. Op advies van de Leidse universiteit worden hun boeken in beslag genomen en worden ze de Republiek uitgezet.

### Kunst en cultuur

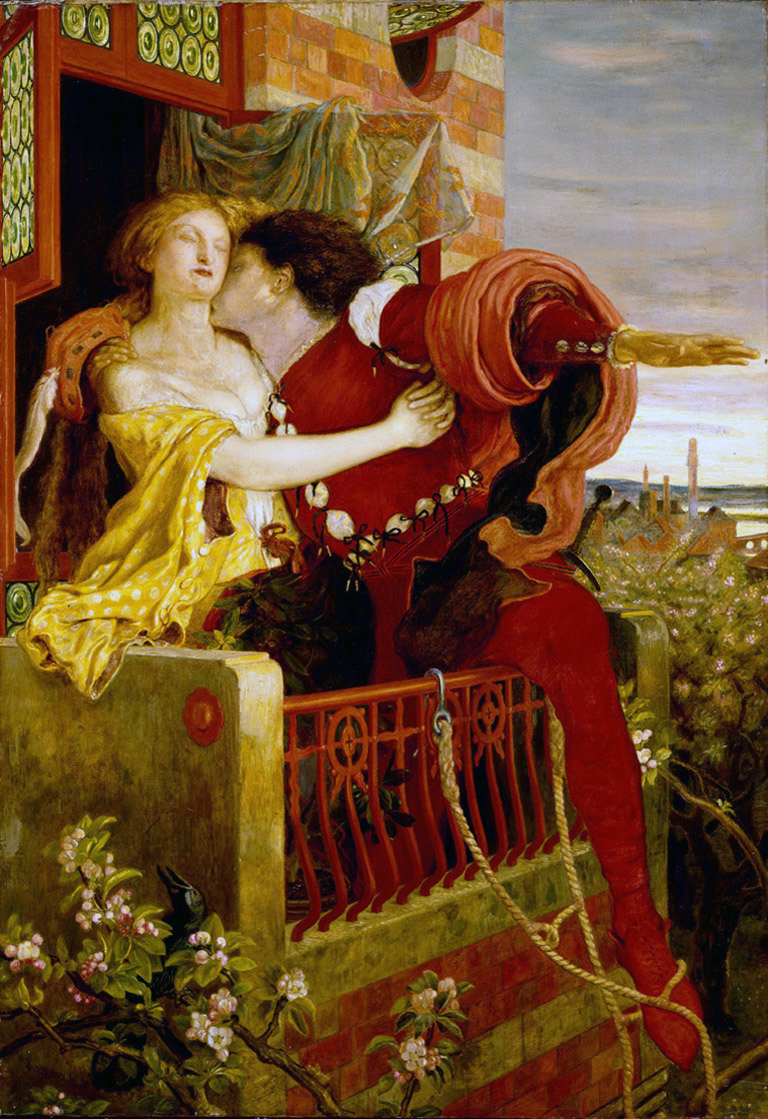
Romeo en Julia

- Opkomst in Londen van de toneelgroep Lord Chamberlain's Men, die vooral de vroege stukken opvoert van William Shakespeare: Romeo en Julia, Richard III en The Merchant of Venice.
- Publikatie van 'De reis naar het westen, een van de vier klassieke romans van de Chinese literatuur. De roman wordt gepubliceerd in de volkstaal tijdens de Ming-dynastie. Hoewel er geen directe bewijzen voor zijn, wordt de roman vaak toegeschreven aan Wu Cheng'en.

<< · 1590 · 1591 · 1592 · 1593 · 1594 · 1595 · 1596 · 1597 · 1598 · 1599 · >>
<< · 1500-1509 · 1510-1519 · 1520-1529 · 1530-1539 · 1540-1549 · 1550-1559 · 1560-1569 · 1570-1579 · 1580-1589 · 1590-1599 · >>